# أضرار عرضية
الأضرار العرضية، (بالإنجليزية: Incidental damages)‏، يشير مصطلح «الضرر العرضي» إلى نوع الضرر القانوني، المرتبط بشكل معقول بالضرر الفعلي. في الولايات المتحدة الأمريكية القانون التجاري، تمثل الأضرار العرضية، المصاريف التجارية المعقولة التي تكبدها البائع، بسبب تعليق تسليم البضاعة، أو مشاكل في نقل البضائع، ورعايتها بعد خرق العقد من المشتري، (القانون التجاري الموحد المادة 2.70)، أو نفقات المشتري، التي تكبدها بشكل معقول، على سبيل المثال، البحث عن سلع بديلة، والحصول عليها.